# 장슈아이보
장슈아이보(2002년 7월 2일 ~ )는 중국의 가수다.

## 방송
- 청춘유니 (시즌 3) (2021) - 1차 방출
- 보이즈 플래닛 (2023) - 28위

## 음반
- 너와 함께 (2023)
- 浪漫眼眸 (2023)
- ロマンチックな瞳 (《浪漫眼眸》日语版) (2023)
- Crazy (2023)